# مونتفورت ستوكس
مونتفورت ستوكس (بالإنجليزية: Montfort Stokes)‏ (و. 1762 – 1842 م) هو سياسي من الولايات المتحدة الأمريكية ولد في مقاطعة لونينبرغ.
تولى منصب عضو مجلس الشيوخ الأمريكي .وهو عضو في الحزب الجمهوري الديمقراطي، والحزب الديمقراطي الأمريكي .